# Oostelijke kerkuil
De oostelijke kerkuil (Tyto javanica) is een uil uit de familie van kerkuilen (Tytonidae). Deze uil is nauw verwant aan de in Europa voorkomende kerkuil (T. alba) en werd daarom ook wel als ondersoort beschouwd.

## Taxonomie
Uit moleculair genetisch onderzoek bleek dat de in het Oriëntaals en Australaziatisch gebied voorkomende ondersoorten van de kerkuil als een afzonderlijke clade kan worden opgevat. Deze groep van ondersoorten kan worden beschouwd als een aparte soort, de oostelijke kerkuil.

## Verspreiding
Deze soort telt zeven ondersoorten:
- T. j. stertens: Indisch subcontinent tot het zuidwesten van China en Indochina
- T. j. javanica: van Maleisië tot de Grote Soenda-eilanden.
- T. j. sumbaensis: Soemba (de Kleine Soenda-eilanden).
- T. j. delicatula: van Timor tot Australië, de Salomonseilanden, Loyaliteitseilanden  en Samoa.
- T. j. interposita: noordelijk Vanuatu, Santa Cruz-eilanden en de Bankseilanden.
- T. j. meeki: oostelijk Nieuw-Guinea, Manam en Karkar.
- T. j. crassirostris: Tanga eiland (Bismarck-archipel).

## Status
De oostelijke kerkuil komt niet als aparte soort voor op de lijst van het IUCN, maar is daar nog een ondersoort van de kerkuil (T. alba).